# Giorgio Sisgoreo
Giorgio Sisgoreo, in croato Juraj Šižgorić (Sebenico, 1440 – Sebenico, 1509), è stato un poeta e umanista italiano, vissuto sotto la Repubblica di Venezia.
Sisgoreo, laureatosi in giurisprudenza presso l'Università di Padova, divenne canonico e fu nominato vicario del vescovo di Sebenico.
Affascinato dalla cultura e dalle tradizioni popolari, ne inserì canti e costumi del proprio paese nel suo inedito De situ Illyriae et civitate Sebenici.
Scrisse in latino Elegiarum et carminum libri tres, la sua opera più importante, pubblicata a Venezia nel 1477  nella quale troviamo informazioni sulla sua vita, su Sebenico e sulla vita culturale dalmata .